# Campeonato Brasileiro Série D 2021
Il Campeonato Brasileiro Série D 2021 è stata la 13ª edizione del Campeonato Brasileiro Série D.

## Squadre partecipanti
| Squadra (Città)                         | Stato               | Motivo qualificazione                                    |
| --------------------------------------- | ------------------- | -------------------------------------------------------- |
| 4 de Julho (Piripiri)                   | Piauí               | Vincitore del Campionato Piauiense 2020                  |
| ABC (Natal)                             | Rio Grande do Norte | Vincitore del Campionato Potiguar 2020                   |
| Águia Negra (Rio Brilhante)             | Mato Grosso do Sul  | Vincitore del Campionato Sul-Mato-Grossense 2020         |
| Aimoré (São Leopoldo)                   | Rio Grande do Sul   | 3° miglior classificato del Campionato Gaúcho 2020       |
| América-RN (Natal)                      | Rio Grande do Norte | 2° nel Campionato Potiguar 2020                          |
| Aparecidense (Aparecida de Goiânia)     | Goiás               | 3° miglior classificato del Campionato Goiano 2020       |
| Aquidauanense (Aquidauana)              | Mato Grosso do Sul  | 2° nel Campionato Sul-Mato-Grossense 2020                |
| ASA (Arapiraca)                         | Alagoas             | Vincitore della Copa Alagoas 2020                        |
| Atlético Acreano (Rio Branco)           | Acre                | Miglior classificato del Campionato Acriano 2020         |
| Atlético Cearense (Fortaleza)           | Ceará               | 2º miglior classificato del Campionato Cearense 2020     |
| Atlético de Alagoinhas (Alagoinhas)     | Bahia               | Miglior classificato del Campionato Baiano 2020          |
| Bahia de Feira (Feira de Santana)       | Bahia               | 3º miglior classificato del Campionato Baiano 2020       |
| Bangu (Rio de Janeiro)                  | Rio de Janeiro      | 2° miglior classificato del Campionato Carioca 2020      |
| Boa Esporte (Varginha)                  | Minas Gerais        | 19º posto in Série C 2020                                |
| Boavista-RJ (Saquarema)                 | Rio de Janeiro      | Miglior classificato del Campionato Carioca 2020         |
| Brasiliense (Taguatinga)                | Distretto Federale  | 2° nel Campionato Brasiliense 2020                       |
| Caldense (Poços de Caldas)              | Minas Gerais        | Miglior classificato del Campionato Mineiro 2020         |
| Campinense (Campina Grande)             | Paraíba             | Miglior classificato del Campionato Paraibano 2020       |
| Castanhal (Castanhal)                   | Pará                | Miglior classificato del Campionato Paraense 2020        |
| Caucaia (Caucaia)                       | Ceará               | 3º miglior classificato del Campionato Cearense 2020     |
| Caxias (Caxias do Sul)                  | Rio Grande do Sul   | Miglior classificato del Campionato Gaúcho 2020          |
| Central-PE (Caruaru)                    | Pernambuco          | 3° miglior classificato del Campionato Pernambucano 2020 |
| Cianorte (Cianorte)                     | Paraná              | 2° miglior classificato del Campionato Paranaense 2020   |
| Esportivo (Bento Gonçalves)             | Rio Grande do Sul   | 2° miglior classificato del Campionato Gaúcho 2020       |
| Fast Clube (Manaus)                     | Amazonas            | 2° miglior classificato del Campionato Amazonense 2020   |
| FC Cascavel (Cascavel)                  | Paraná              | Miglior classificato del Campionato Paranaense 2020      |
| Ferroviária (Araraquara)                | San Paolo           | 2° miglior classificato del Campionato Paulista 2020     |
| Galvez (Rio Branco)                     | Acre                | Vincitore del Campionato Acriano 2020                    |
| Gama (Gama)                             | Distretto Federale  | Vincitore del Campionato Brasiliense 2020                |
| GAS (Caracaraí)                         | Roraima             | 2° nel Campionato Roraimense 2020                        |
| Goianésia (Goianésia)                   | Goiás               | Miglior classificato del Campionato Goiano 2020          |
| Guarany de Sobral (Sobral)              | Ceará               | Miglior classificato del Campionato Cearense 2020        |
| Imperatriz (Imperatriz)                 | Maranhão            | 20º posto in Série C 2020                                |
| Inter de Limeira (Limeira)              | San Paolo           | 3° miglior classificato del Campionato Paulista 2020     |
| Itabaiana (Itabaiana)                   | Sergipe             | 2° miglior classificato del Campionato Sergipano 2020    |
| Jaraguá (Jaraguá)                       | Goiás               | 3° miglior classificato del Campionato Goiano 2020       |
| Joinville (Joinville)                   | Santa Catarina      | 3° miglior classificato del Campionato Catarinense 2020  |
| Juazeirense (Juazeiro)                  | Bahia               | 2º miglior classificato del Campionato Baiano 2020       |
| Juventude-MA (São Mateus do Maranhão)   | Maranhão            | 2° miglior classificato del Campionato Maranhense 2020   |
| Juventus-SC (Jaraguá do Sul)            | Santa Catarina      | 2° miglior classificato del Campionato Catarinense 2020  |
| Madureira (Rio de Janeiro)              | Rio de Janeiro      | 2° miglior classificato del Campionato Carioca 2020      |
| Marcílio Dias (Itajaí)                  | Santa Catarina      | Miglior classificato del Campionato Catarinense 2020     |
| Moto Club (São Luís)                    | Maranhão            | Miglior classificato del Campionato Maranhense 2020      |
| Murici (Murici)                         | Alagoas             | Miglior classificato del Campionato Alagoano 2020        |
| Nova Mutum (Nova Mutum)                 | Mato Grosso         | Vincitore del Campionato Mato-Grossense 2020             |
| Palmas (Palmas)                         | Tocantins           | Vincitore del Campionato Tocantinense 2020               |
| Paragominas (Paragominas)               | Pará                | 2° miglior classificato del Campionato Paraense 2020     |
| Patrocinense (Patrocínio)               | Minas Gerais        | 3° miglior classificato del Campionato Mineiro 2020      |
| Penarol-AM (Itacoatiara)                | Amazonas            | Vincitore del Campionato Amazonense 2020                 |
| Picos (Picos)                           | Piauí               | 2° nel Campionato Piauiense 2020                         |
| Porto Velho (Porto Velho)               | Rondônia            | Vincitore del Campionato Rondoniense 2020                |
| Portuguesa (San Paolo)                  | San Paolo           | Vincitore della Copa Paulista 2020                       |
| Real Ariquemes (Ariquemes)              | Rondônia            | 2° nel Campionato Rondoniense 2020                       |
| Retrô (Camaragibe)                      | Pernambuco          | 2° miglior classificato del Campionato Pernambucano 2020 |
| Rio Branco-ES (Vitória)                 | Espírito Santo      | 2° nel Campionato Capixaba 2020                          |
| Rio Branco-PR (Paranaguá)               | Paraná              | 2° miglior classificato del Campionato Paranaense 2020   |
| Rio Branco-VN (Venda Nova do Imigrante) | Espírito Santo      | Vincitore del Campionato Capixaba 2020                   |
| Santana (Santana)                       | Amapá               | 2° nel Campionato Amapaense 2020                         |
| Santo André (Santo André)               | San Paolo           | Miglior classificato del Campionato Paulista 2020        |
| São Bento (Sorocaba)                    | San Paolo           | 18º posto in Série C 2020                                |
| São Raimundo-RR (Boa Vista)             | Roraima             | Vincitore del Campionato Roraimense 2020                 |
| Sergipe (Aracaju)                       | Sergipe             | 2° nel Campionato Sergipano 2020                         |
| Sousa (Sousa)                           | Paraíba             | 2° miglior classificato del Campionato Paraibano 2020    |
| Tocantinópolis (Tocantinópolis)         | Tocantins           | 2° nel Campionato Tocantinense 2020                      |
| Treze (Campina Grande)                  | Paraíba             | 17º posto in Série C 2020                                |
| Uberlândia (Uberlândia)                 | Minas Gerais        | 2° miglior classificato del Campionato Mineiro 2020      |
| União Rondonópolis (Rondonópolis)       | Mato Grosso         | 2° nel Campionato Mato-Grossense 2020                    |
| Ypiranga-AP (Macapá)                    | Amapá               | Vincitore del Campionato Amapaense 2020                  |

## Turno preliminare
| Squadra 1      | Totale          | Squadra 2     | Andata | Ritorno |
| -------------- | --------------- | ------------- | ------ | ------- |
| Santana        | 1 - 5           | GAS           | 1 - 2  | 0 - 3   |
| Tocantinópolis | 3 - 3 (4-1 dtr) | Picos         | 2 - 0  | 1 - 3   |
| Real Ariquemes | 1 - 5           | Brasiliense   | 0 - 2  | 1 - 3   |
| Aquidauanense  | 1 - 6           | Rio Branco-ES | 1 - 4  | 0 - 2   |

## Prima fase

### Gruppo A1
| Pos. | Squadra          | Pt | G  | V  | N | P  | GF | GS | DR  |
| ---- | ---------------- | -- | -- | -- | - | -- | -- | -- | --- |
| 1    | Castanhal        | 36 | 14 | 11 | 3 | 0  | 33 | 11 | +22 |
| 2    | São Raimundo-RR  | 29 | 14 | 8  | 5 | 1  | 28 | 11 | +17 |
| 3    | Penarol-AM       | 24 | 14 | 7  | 3 | 4  | 23 | 14 | +9  |
| 4    | Galvez           | 22 | 14 | 7  | 1 | 6  | 22 | 24 | –2  |
| 5    | Fast Clube       | 15 | 14 | 3  | 6 | 5  | 21 | 20 | +1  |
| 6    | Ypiranga-AP      | 13 | 14 | 3  | 4 | 7  | 13 | 22 | –9  |
| 7    | GAS              | 9  | 14 | 2  | 3 | 9  | 12 | 29 | –17 |
| 8    | Atlético Acreano | 7  | 14 | 2  | 1 | 11 | 14 | 35 | –21 |

### Gruppo A2
| Pos. | Squadra           | Pt | G  | V | N | P | GF | GS | DR  |
| ---- | ----------------- | -- | -- | - | - | - | -- | -- | --- |
| 1    | Guarany de Sobral | 28 | 14 | 9 | 1 | 4 | 24 | 16 | +8  |
| 2    | 4 de Julho        | 24 | 14 | 7 | 3 | 4 | 18 | 11 | +7  |
| 3    | Paragominas       | 23 | 14 | 6 | 5 | 3 | 26 | 19 | +7  |
| 4    | Moto Club         | 21 | 14 | 6 | 3 | 5 | 20 | 19 | +1  |
| 5    | Palmas            | 18 | 14 | 5 | 3 | 6 | 19 | 17 | +2  |
| 6    | Imperatriz        | 17 | 14 | 3 | 8 | 3 | 14 | 17 | –3  |
| 7    | Juventude-MA      | 14 | 14 | 3 | 5 | 6 | 13 | 21 | –8  |
| 8    | Tocantinópolis    | 7  | 14 | 1 | 4 | 9 | 17 | 31 | –14 |

### Gruppo A3
| Pos. | Squadra           | Pt | G  | V | N | P | GF | GS | DR  |
| ---- | ----------------- | -- | -- | - | - | - | -- | -- | --- |
| 1    | ABC               | 28 | 14 | 9 | 1 | 4 | 30 | 13 | +17 |
| 2    | Campinense        | 25 | 14 | 7 | 4 | 3 | 23 | 12 | +11 |
| 3    | América-RN        | 22 | 14 | 6 | 4 | 4 | 25 | 20 | +5  |
| 4    | Atlético Cearense | 21 | 14 | 6 | 3 | 5 | 22 | 20 | +2  |
| 5    | Sousa             | 16 | 14 | 4 | 4 | 6 | 16 | 18 | –2  |
| 6    | Central-PE        | 15 | 14 | 3 | 6 | 5 | 13 | 17 | –4  |
| 7    | Treze             | 15 | 14 | 2 | 9 | 3 | 18 | 16 | +2  |
| 8    | Caucaia           | 9  | 14 | 2 | 3 | 9 | 20 | 51 | –31 |

### Gruppo A4
| Pos. | Squadra                | Pt | G  | V | N | P  | GF | GS | DR  |
| ---- | ---------------------- | -- | -- | - | - | -- | -- | -- | --- |
| 1    | Juazeirense            | 27 | 14 | 7 | 6 | 1  | 18 | 9  | +9  |
| 2    | Itabaiana              | 26 | 14 | 7 | 5 | 2  | 22 | 13 | +9  |
| 3    | Sergipe                | 23 | 14 | 6 | 5 | 3  | 16 | 8  | +8  |
| 4    | Retrô                  | 20 | 14 | 4 | 8 | 2  | 17 | 14 | +3  |
| 5    | Atlético de Alagoinhas | 18 | 14 | 4 | 6 | 4  | 15 | 17 | –2  |
| 6    | Bahia de Feira         | 15 | 14 | 3 | 6 | 5  | 18 | 20 | –2  |
| 7    | ASA                    | 12 | 14 | 3 | 3 | 8  | 12 | 22 | –10 |
| 8    | Murici                 | 6  | 14 | 1 | 3 | 10 | 14 | 29 | –15 |

### Gruppo A5
| Pos. | Squadra            | Pt | G  | V | N | P  | GF | GS | DR  |
| ---- | ------------------ | -- | -- | - | - | -- | -- | -- | --- |
| 1    | Aparecidense       | 28 | 14 | 8 | 4 | 2  | 19 | 8  | +11 |
| 2    | Nova Mutum         | 27 | 14 | 8 | 3 | 3  | 18 | 11 | +7  |
| 3    | União Rondonópolis | 24 | 14 | 7 | 3 | 4  | 21 | 15 | +6  |
| 4    | Brasiliense        | 21 | 14 | 6 | 3 | 5  | 22 | 14 | +8  |
| 5    | Goianésia          | 21 | 14 | 5 | 6 | 3  | 15 | 14 | +1  |
| 6    | Porto Velho        | 13 | 14 | 2 | 7 | 5  | 10 | 16 | –6  |
| 7    | Gama               | 12 | 14 | 2 | 6 | 6  | 13 | 18 | –5  |
| 8    | Jaraguá            | 5  | 14 | 1 | 2 | 11 | 6  | 28 | –22 |

### Gruppo A6
| Pos. | Squadra       | Pt | G  | V  | N | P | GF | GS | DR  |
| ---- | ------------- | -- | -- | -- | - | - | -- | -- | --- |
| 1    | Ferroviária   | 33 | 14 | 10 | 3 | 1 | 24 | 5  | +19 |
| 2    | Boa Esporte   | 24 | 14 | 6  | 6 | 2 | 20 | 11 | +9  |
| 3    | Uberlândia    | 23 | 14 | 6  | 5 | 3 | 21 | 15 | +6  |
| 4    | Caldense      | 21 | 14 | 6  | 3 | 5 | 26 | 19 | +7  |
| 5    | Rio Branco-VN | 21 | 14 | 5  | 6 | 3 | 18 | 13 | +5  |
| 6    | Rio Branco-ES | 15 | 14 | 4  | 3 | 7 | 17 | 22 | –5  |
| 7    | Patrocinense  | 7  | 14 | 1  | 4 | 9 | 9  | 22 | –13 |
| 8    | Águia Negra   | 7  | 14 | 1  | 4 | 9 | 13 | 41 | –28 |

### Gruppo A7
| Pos. | Squadra          | Pt | G  | V | N | P | GF | GS | DR |
| ---- | ---------------- | -- | -- | - | - | - | -- | -- | -- |
| 1    | Portuguesa       | 24 | 14 | 6 | 6 | 2 | 20 | 12 | +8 |
| 2    | Santo André      | 21 | 14 | 6 | 3 | 5 | 16 | 13 | +3 |
| 3    | Cianorte         | 20 | 14 | 4 | 8 | 2 | 12 | 9  | +3 |
| 4    | Bangu            | 19 | 14 | 5 | 4 | 5 | 14 | 16 | –2 |
| 5    | Inter de Limeira | 19 | 14 | 5 | 4 | 5 | 11 | 14 | –3 |
| 6    | Boavista-RJ      | 18 | 14 | 5 | 3 | 6 | 11 | 13 | –2 |
| 7    | São Bento        | 14 | 14 | 3 | 5 | 6 | 10 | 13 | –3 |
| 8    | Madureira        | 14 | 14 | 3 | 5 | 6 | 12 | 16 | –4 |

### Gruppo A8
| Pos. | Squadra       | Pt | G  | V | N | P | GF | GS | DR  |
| ---- | ------------- | -- | -- | - | - | - | -- | -- | --- |
| 1    | Joinville     | 28 | 14 | 7 | 7 | 0 | 17 | 6  | +11 |
| 2    | FC Cascavel   | 27 | 14 | 7 | 6 | 1 | 27 | 17 | +10 |
| 3    | Esportivo     | 18 | 14 | 4 | 6 | 4 | 15 | 13 | +2  |
| 4    | Caxias        | 18 | 14 | 4 | 6 | 4 | 15 | 13 | +2  |
| 5    | Juventus-SC   | 18 | 14 | 4 | 6 | 4 | 12 | 11 | +1  |
| 6    | Marcílio Dias | 18 | 14 | 4 | 6 | 4 | 13 | 17 | –4  |
| 7    | Aimoré        | 12 | 14 | 3 | 3 | 8 | 15 | 18 | –3  |
| 8    | Rio Branco-PR | 7  | 14 | 1 | 4 | 9 | 8  | 27 | –19 |

## Seconda fase
| Squadra 1          | Totale          | Squadra 2         | Andata | Ritorno |
| ------------------ | --------------- | ----------------- | ------ | ------- |
| Moto Club          | 4 - 1           | Castanhal         | 2 - 0  | 2 - 1   |
| Penarol-AM         | 1 - 3           | 4 de Julho        | 1 - 0  | 0 - 3   |
| Galvez             | 0 - 2           | Guarany de Sobral | 0 - 0  | 0 - 2   |
| Paragominas        | 3 - 1           | São Raimundo-RR   | 1 - 0  | 2 - 1   |
| Retrô              | 3 - 4           | ABC               | 1 - 1  | 2 - 3   |
| América-RN         | 3 - 1           | Itabaiana         | 1 - 1  | 2 - 0   |
| Atlético Cearense  | 1 - 1 (5-3 dtr) | Juazeirense       | 1 - 1  | 0 - 0   |
| Sergipe            | 3 - 3 (2-4 dtr) | Campinense        | 2 - 2  | 1 - 1   |
| Caldense           | 2 - 3           | Aparecidense      | 1 - 0  | 1 - 3   |
| União Rondonópolis | 3 - 1           | Boa Esporte       | 2 - 0  | 1 - 1   |
| Brasiliense        | 0 - 1           | Ferroviária       | 0 - 0  | 0 - 1   |
| Uberlândia         | 3 - 1           | Nova Mutum        | 1 - 1  | 2 - 0   |
| Caxias             | 1 - 1 (4-1 dtr) | Portuguesa        | 1 - 0  | 0 - 1   |
| Cianorte           | 3 - 0           | FC Cascavel       | 0 - 0  | 3 - 0   |
| Bangu              | 2 - 2 (3-4 dtr) | Joinville         | 1 - 1  | 1 - 1   |
| Esportivo          | 1 - 1 (5-4 dtr) | Santo André       | 0 - 1  | 1 - 0   |

## Terza fase
| Squadra 1         | Totale          | Squadra 2          | Andata | Ritorno |
| ----------------- | --------------- | ------------------ | ------ | ------- |
| América-RN        | 5 - 2           | Moto Club          | 1 - 0  | 4 - 2   |
| 4 de Julho        | 1 - 3           | ABC                | 1 - 1  | 0 - 2   |
| Campinense        | 4 - 1           | Guarany de Sobral  | 2 - 1  | 2 - 0   |
| Atlético Cearense | 3 - 2           | Paragominas        | 2 - 0  | 1 - 2   |
| Cianorte          | 0 - 1           | Aparecidense       | 0 - 0  | 0 - 1   |
| Caxias            | 4 - 0           | União Rondonópolis | 2 - 0  | 2 - 0   |
| Uberlândia        | 2 - 2 (3-1 dtr) | Joinville          | 1 - 0  | 1 - 2   |
| Esportivo         | 2 - 3           | Ferroviária        | 1 - 2  | 1 - 1   |

## Quarti di finale
| Squadra 1         | Totale          | Squadra 2    | Andata | Ritorno |
| ----------------- | --------------- | ------------ | ------ | ------- |
| Atlético Cearense | 1 - 1 (4-3 dtr) | Ferroviária  | 1 - 1  | 0 - 0   |
| América-RN        | 0 - 0 (2-4 dtr) | Campinense   | 2 - 0  | 0 - 0   |
| Caxias            | 0 - 3           | ABC          | 0 - 0  | 0 - 3   |
| Uberlândia        | 1 - 2           | Aparecidense | 0 - 1  | 1 - 1   |

## Semifinali
| Squadra 1         | Totale | Squadra 2  | Andata | Ritorno |
| ----------------- | ------ | ---------- | ------ | ------- |
| Atlético Cearense | 2 - 4  | Campinense | 1 - 1  | 1 - 3   |
| Aparecidense      | 4 - 3  | ABC        | 4 - 2  | 0 - 1   |

## Finale
| Squadra 1  | Totale | Squadra 2    | Andata | Ritorno |
| ---------- | ------ | ------------ | ------ | ------- |
| Campinense | 1 - 2  | Aparecidense | 0 - 1  | 1 - 1   |